# Krajowe Laboratorium Fizyki Atomowej, Molekularnej i Optycznej

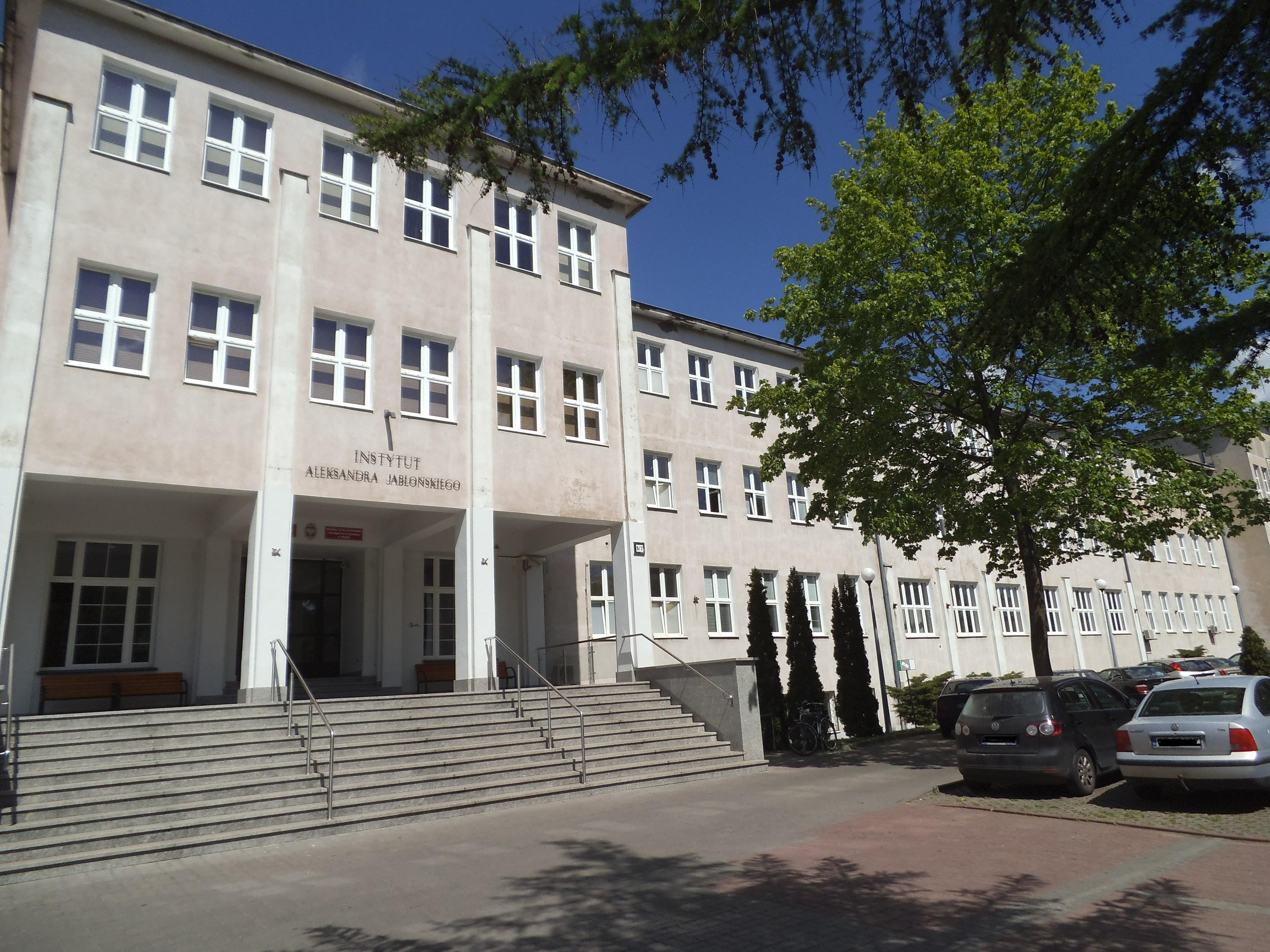
Wydział Fizyki, Astronomii i Informatyki Stosowanej Uniwersytetu Mikołaja Kopernika w Toruniu

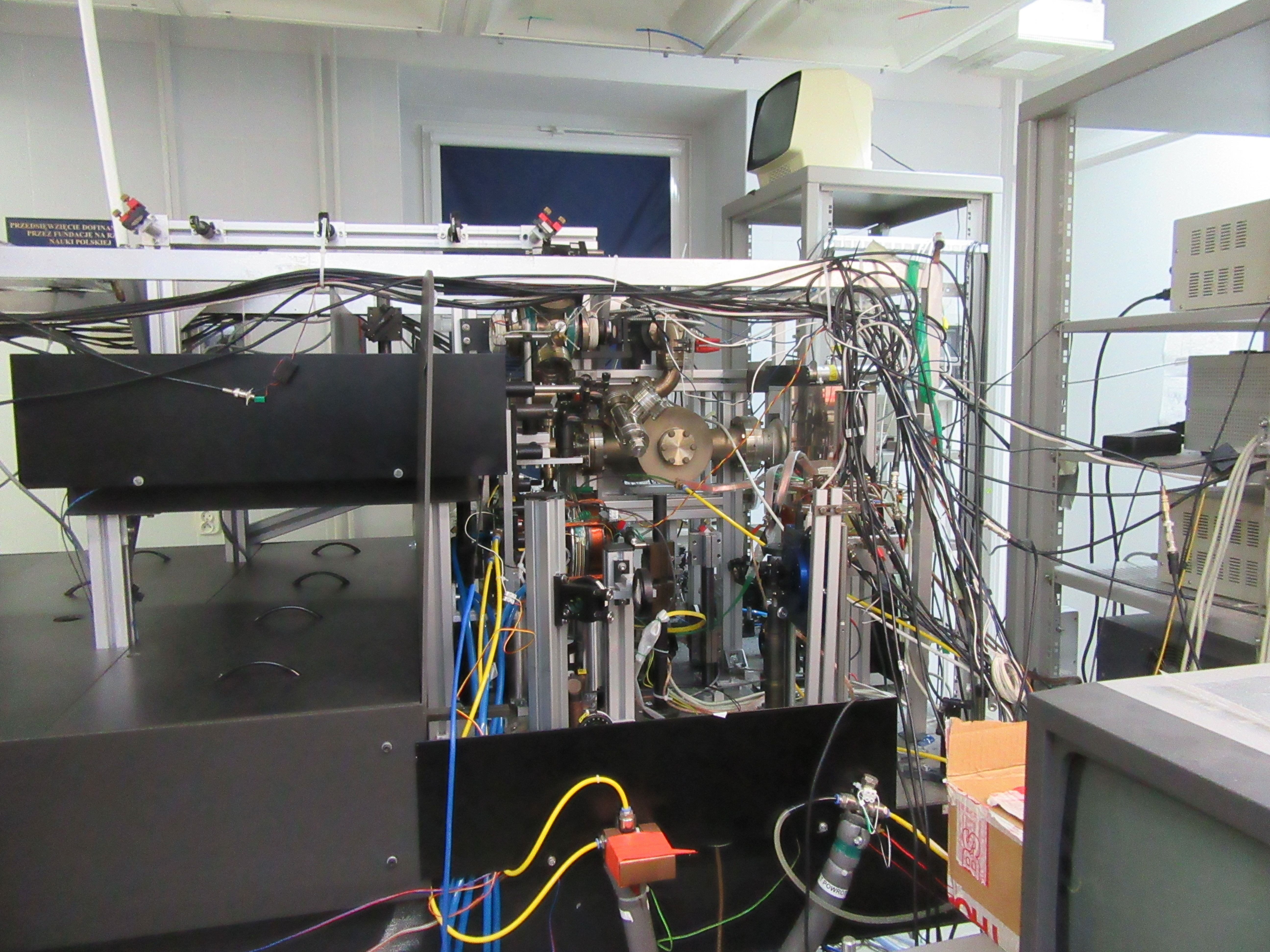
Zestaw do otrzymywania Kondensatu Bosego-Einsteina

Krajowe Laboratorium Fizyki Atomowej i Optycznej (KL FAMO) – międzyuczelniana jednostka badawcza, umożliwiająca prowadzenie w Polsce doświadczalnych badań na światowym poziomie z zakresu fizyki atomowej, molekularnej i optycznej z siedzibą w Toruniu.

## Charakterystyka
Bardzo ważną funkcją KL FAMO jest integracja polskiego środowiska fizyków atomowych, molekularnych i optycznych oraz wzmacnianie jego udziału w europejskiej współpracy naukowej.
Oficjalne otwarcie KL FAMO nastąpiło 10 maja 2002 roku. Poprzedził je kilkuletni okres aktywnej dyskusji i współpracy w środowisku polskich fizyków-specjalistów z dziedziny fizyki atomowej.
Skrót FAMO, utworzony z pierwszych liter nazw kilku działów fizyki, funkcjonuje tradycyjnie jako łączne określenie dla tych gałęzi tej nauki, w których przedmiotami badań są budowa atomów i cząsteczek oraz właściwości promieniowania elektromagnetycznego.

## Obecny program naukowy

### Ultrazimna materia
Jednym z obszarów badań prowadzonych w Laboratorium jest fizyka ultrazimnych atomów.  2 marca 2007 grupie kierowanej przez profesora Wojciecha Gawlika z Zakładu Fotoniki Instytutu Fizyki Uniwersytetu Jagiellońskiego w Krakowie udało się doprowadzić do wytworzenia kondensatu Bosego-Einsteina atomów rubidu. Jest to pierwszy kondensat otrzymany w polskim laboratorium. Badania kondensatu obejmowały kondensaty spinorowe oraz nowe typy sieci optycznych.
Obecnie badania skupiają się na wytwarzaniu ultrazimnych molekuł rubidu i rtęci za pomocą fotoasocjacji.

### Optyczne zegary atomowe
W roku 2014 w KL FAMO uruchomiono pierwszy w Polsce układ dwóch optycznych zegarów atomowych — Polski Optyczny Zegar Atomowy (POZA).  Optyczny zegar atomowy jest najdokładniejszym typem zegara atomowego. Wzorcem atomowym w zegarach POZA są atomy strontu uwięzione w sieci optycznej.
Zegary wykorzystuje się obecnie m.in. do badania wpływu na przejścia atomowe promieniowania ciała doskonale czarnego, badania potencjałów molekularnych za pomocą spektroskopii fotoasocjacyjnej, a nawet jako detektor ciemnej materii w postaci defektów topologicznych.

### Inżynieria kwantowa
Badania z zakresu eksperymentalnej optyki kwantowej koncentrują się na aplikacjach technologii wytwarzania pojedynczych fotonów. W szczególności Laboratorium zajmuje się światłowodową komunikacją kwantową oraz kwantową dystrybucją klucza kryptograficznegow kwantowej kryptografii. Współczesne eksperymenty informacji kwantowej oparte są na pojedynczych fotonach pełniących funkcję kubitów.

### Spektroskopia wysokiej zdolności rozdzielczej
Badania spektroskopowe w Laboratorium wykorzystują spektroskopię strat we wnęce (ang. CRDS). Złożoność widm absorpcyjnych cząsteczek pozwala na uzyskanie z nich precyzyjnych informacji na temat badanego układu i warunków fizycznych, w jakich się on znajduje.  Precyzyjne dane referencyjne na temat częstotliwości, natężeń i parametrów kształtu molekularnych linii widmowych są niezbędne w takich zastosowaniach, jak badanie atmosfery Ziemi i innych planet, modelowanie zjawisk pogodowych i zmian klimatycznych, spektroskopowe wyznaczanie temperatury i ciśnienia gazu, detekcja śladowych ilości gazów i zanieczyszczeń, kalibracja urządzeń pomiarowych czy nieinwazyjna diagnostyka medyczna.

### Pułapki jonowe
Badania jonów w Laboratorium poświęcone są jonom molekularnym w pułapkach jonowych — stosunkowo nowej tematyce z zakresu fizyki atomowej i molekularnej. Utrzymywane w pułapce Paula jony znajdują zastosowanie w badaniach spektroskopowych, chemii pojedynczych układów atomowych, informatyce kwantowej czy testach fundamentalnych oddziaływań przewidywanych przez model standardowy. Badania koncentrują się na metodach wytwarzania jonów i fundamentalnych procesach prowadzących do jonizacji oraz na metodach chłodzenia otrzymanych jonów.